# Prod
Prod (románul Prod, németül Pruden) település Romániában, Szeben megyében.

## Fekvése
Szeben megye északkeleti részén, Nagyszebentől 96,2 km-re északkeletre, Erzsébetvárostól 9 km-re északkeletre található, Keménynagyszőlős, Csatófalva és Holdvilág közt.

## Története
1348-ban Prod néven említették először az oklevelek. A település alapítói erdélyi szászok voltak, akik a reformációt követően felvették a lutheránus vallást.
A trianoni békeszerződésig Nagy-Küküllő vármegye Keresdi járásának részét képezte.

## Lakossága
1910-ben 588 fő lakta a települést, ebből 470 szász, 39 román, 75 cigány és 4 magyar volt.
2002-ben 274 lakosából 265 román, 5 magyar és 4 német nemzetiségűnek vallotta magát.

## Látnivalók
- Első lutheránus templomának építési ideje ismeretlen. 1508-ban erődfalat építettek köré, de a 19. században le is bontották, majd 1902-ben a templomot is. Helyére pár év múlva egy újgótikus stílusú templomot emeltek, mely ma is áll.